# Jules Landolt

Jules Landolt (1988)

Julius Johann «Jules» Landolt (* 28. März 1930; † 3. April 2005) war ein Schweizer Politiker der CSP und später der CVP aus dem Kanton Glarus. Sein jüngerer Bruder war der Näfelser Missionar P. Othmar Landolt.
Der Treuhänder wurde 1959 in den Landrat gewählt. 1980 übernahm er das Amt des Gemeindepräsidenten von Näfels. Diese politischen Ämter hatte er inne, bis er 1986 als wilder Kandidat in den Regierungsrat gewählt wurde. Er führte die Landwirtschafts- und Forstdirektion. Von 1988 bis 1990 war er Landesstatthalter und von 1990 bis 1994 Landammann.
Ein weites Medienecho war Jules Landolt im Jahr 1993 beschieden, nachdem er in der Brunau bei Zürich in eine Radarfalle geriet und in der Folge seinen Führerschein abgeben musste. 1994 kandidierte er für die Wiederwahl in die Kantonsregierung, obwohl im Kanton Glarus eine Altersbeschränkung von 65 Jahren gilt. Er hätte das Amt nicht während der gesamten Amtsperiode von 4 Jahren ausüben können und wurde nicht wiedergewählt.